# Форензичка психологија
Форензичка психологија је примењена психолошка дисциплина, која се бави психолошким проблемима у истражном поступку, правосуђу (посебно, кривичном) и затворском кажњавању. Посебно се бави психолошким питањима сведочења (веродостојност, обмане и самообмане), откривањем истине у истрази, процесима одлучивања у току суђења, затим мотивацијом вршења криминалних радњи, личношћу преступника, психолошким особинама жртве, као и проблемима издржавања казне и њеног ефекта на личност осуђеника.